# Gueorgui Vitsine
Gueorgui Mikhaïlovitch Vitsine (en russe : Гео́ргий Миха́йлович Ви́цин) est un acteur soviétique, né le 22 avril 1918 à Zelenogorsk dans le grand-duché de Finlande et décédé le 22 octobre 2001 à Moscou. Il s'est fait connaitre avec les rôles dans les comédies, notamment celles de Leonid Gaïdaï.

## Biographie
D'après ses papiers d'identité, Gueorgui Vitsine est né le 23 avril 1918 à Petrograd. Toutefois le registre de l'église sur Malaïa Pasadskaïa dans le district de Petrograd où il a été baptisé indique comme le lieu de naissance la ville de Terijoki et la date de naissance est le 5 avril 1917 (vieux style). L'année de naissance fut corrigée par la mère du futur acteur pour que le garçon soit admis dans un sanatorium.
Vitsine a fait les études à l'Institut d'art dramatique Boris Chtchoukine du théâtre Vakhtangov en 1934-1935, et commence sa carrière au Théâtre-studio de Nikolaï Khmelev. En 1937, il devient acteur du Théâtre dramatique Maria Iermolova. En 1969, il intègre la troupe du Théâtre national d'acteur de cinéma auquel il restera fidèle jusqu'à la fin de sa vie.
Sa carrière au cinéma se réduisait aux épisodes jusqu'en 1954, quand il a incarné le jeune footballeur Vesnouchkine dans la comédie de Semion Timochenko Le Joueur de réserve. L'acteur avait déjà dépassé la trentaine, mais grâce à son physique du jeune premier a réussi à être crédible dans le rôle d'un sportif débutant. Ce succès fut confirmé dans les comédies de Gaïdaï, où Vitsine a formé le trio mythique avec Youri Nikouline et Evgueni Morgounov, incarnant le Poltron. Ce personnage s'est à jamais associé à Vitsine, faisant sa renommée, mais aussi lui fermant certaines portes. Ainsi, pour son adaptation de Hamlet en 1964, Grigori Kozintsev a pensé à Vitsine, mais en imaginant la réaction du public à la vue du Poltron sous les traits du prince de Danemark il a renoncé.
En 1990, Vitsine est distingué Artiste du peuple de l'URSS. Dans les années 1990, quand après la perestroïka et l'effondrement du régime communiste le travail au cinéma s'est fait rare, l'artiste participait aux concerts-rencontres avec les spectateurs. Il travaillait également dans le doublage des films et prêtait sa voix aux personnages des dessins animés.
Vitsine était un homme discret qui n'aimait pas s'ouvrir aux médias. Il évitait également les fêtes officielles en tout genre, préférant la compagnie des personnes vraiment proches. Ses collègues Nikouline et Morgounov étaient également ses amis dans la vie. Saveli Kramarov aussi venait à la maison et prenait les notes quand Vitsine parlait de l’approche du rôle et des techniques théâtrales. Avec Kramarov, ils partageaient la même passion pour le yoga. À ses heures perdues, Vitsine lisait et dessinait. Il aimait beaucoup les animaux. Sa fille Natalia disait qu'il lui arrivait de dormir par terre, si son chien avait déjà pris la place dans le lit. Elle a fait à son père le cadeau d'un perroquet. Quand l'oiseau est mort ce fut un vrai drame. L'acteur avait également l'habitude de nourrir les pigeons et les chiens errants dans son quartier.
Même quand sa santé devint précaire Gueorgui Vitsine continuait de monter sur scène de son théâtre. Le 22 octobre 2001, à la suite d'un malaise, il fut transporté directement aux urgences depuis son lieu de travail. Il est décédé dans un hôpital de Moscou des suites des maladies du cœur et du foie.
Il est inhumé au cimetière Vagankovo à Moscou.

## Filmographie partielle
- 1945 : Salut Moscou ! (Здравствуй, Москва) de Sergueï Ioutkevitch : cheminot
- 1946 : Glinka de Leo Arnchtam
- 1951 : Belinski de Grigori Kozintsev
- 1952 : Le Compositeur Glinka de Grigori Aleksandrov
- 1954 : Le Joueur de réserve (ru) de Semion Timochenko
- 1956 : Le Mexicain de Vladimir Kaplounovski (ru)
- 1955 : La Nuit des rois (Двенадцатая ночь) de Yan Frid : sir Andrew Aguecheek
- 1956 : Meurtre dans la rue Dante (Убийство на улице Данте) de Mikhaïl Romm : Pitou
- 1957 : Le Lutteur et le Clown de Boris Barnet et Konstantin Youdine
- 1957 : Don Quichotte de Grigori Kozintsev
- 1958 : Le Fiancé de l’au-delà de Leonid Gaïdaï
- 1958 : Jeune fille à la guitare de Aleksandre Feinzimmer
- 1961 : Absolument sérieusement (Совершенно серьёзно), film à sketches d'Eldar Riazanov, Leonid Gaïdaï, Naum Trakhtenberg, Eduard Emoïro et Vladimir Semakov
- 1961 : Le Chien Barbosse et une drôle de crosse (ru) de Leonid Gaïdaï
- 1964 : Le Conte du temps perdu d'Alexandre Ptouchko
- 1964 : Le Mariage de Balzaminov d'Konstantin Voïnov
- 1965 : Opération Y et autres aventures de Chourik de Leonid Gaïdaï
- 1967 : La Prisonnière du Caucase ou les Nouvelles Aventures de Chourik de Leonid Gaïdaï
- 1968 : Un vieux, très vieux conte de Nadejda Kocheverova
- 1971 : Les Gentilshommes de la chance (Джентльмены удачи) de Aleksandre Sery
- 1971 : Douze chaises de Leonid Gaïdaï
- 1973 : La Terre de Sannikov (Земля Санникова) d'Albert Mkrtchian
- 1976 : Les Douze Chaises de Mark Zakharov (série télévisée)
- 1976 : L'Oiseau bleu de George Cukor
- 1992 : Un coup de feu dans le cercueil (ru) de Nikolaï Zaseev